# Melomys spechti
Il ratto dalla coda a mosaico di Buka (Melomys spechti  Flannery & Wickler, 1990) è un roditore della famiglia dei Muridi vissuto in epoca preistorica sull'isola di Buka, Isole Salomone.

## Descrizione
Roditore di medie dimensioni, conosciuto soltanto da frammenti di mascelle e arcate dentarie risalenti probabilmente tra 7.900 e 9.400 anni fa. Probabilmente era il più grande membro del genere Melomys

## Conservazione
Questa specie è considerata estinta (EX).